# Макрори, Джозеф
Джозеф Макрори (ирл. Joseph MacRory; 19 марта 1861, Баллиголи, Соединённое королевство Великобритании и Ирландии — 13 октября 1945, Арма, Северная Ирландия, Великобритания) — ирландский кардинал. Епископ Дауна и Коннора с 9 августа 1915 по 22 июня 1928. Архиепископ Армы с 22 июня 1928 по 13 октября 1945. Кардинал-священник с 16 декабря 1929, с титулом церкви Сан-Джованни-а-Порта-Латина с 19 декабря 1929.